# رؤساء سورينام
رئيس جمهورية سورينام (بالهولندية: President van de Republiek Suriname) وفقًا لدستور عام 1987، هو رئيس الدولة ورئيس حكومة سورينام، والقائد الأعلى للجيش الوطني لسورينام (SNL).
الرئيس الحالي هو تشان سانتوخي، رئيس سابق للشرطة. ينتمي إلى حزب الإصلاح التقدمي (VHP). انتُخب سانتوخي في 13 يوليو 2020 كرئيس بالتزكية في انتخابات غير متنازع عليها ،  وافتتحت في 16 يوليو في ميدان أونافهانكيليخيد في باراماريبو في حفل بدون حضور عام بسبب وباء كورونا.

## الانتخابات
يجري انتخاب الرئيس ونائب الرئيس بأغلبية لا تقل عن ثلثي الأعضاء في الجمعية الوطنية لولاية مدتها خمس سنوات ويكونا مسؤولين أمام الجمعية. خلال فترة وجودهم في المنصب، يجب أن يتخلى الرئيس عن أي مناصب إضافية في السياسة أو الأعمال.

## شروط المُرشَّح
يجب أن يكون المرشح مواطنًا سوريناميًا (مقيمًا في الدولة لمدة ست سنوات على الأقل) وألا يقل عمره عن 30 عامًا. يجب أن يفوز المرشح بثلثي الأصوات على الأقل في الجمعية. إذا لم يفز أي مرشح بأغلبية الثلثين بعد ثلاث جولات، ينتقل التصويت بعد ذلك إلى مؤتمر الشعب الموحد، المؤلف من الجمعية ومسؤولي الحكومة المحلية. في هذه الحالة ، يتطلب الأمر أغلبية بسيطة.

## قائمة الرؤساء
الأحزاب السياسية
- الحزب الوطني السورينامي (NPS)

- حزب Nationalist Republican (PNR)

- Progressive Reform (VHP)

- الحزب الوطني الديمقراطي (NDP)

- مستقل

| رئيس | رئيس          | رئيس                          | مدة المنصب     | مدة المنصب     | مدة المنصب        | حزب سياسي               | نائب الرئيس       |
| م    | صورة          | اسم (ميلاد-وفاة)              | تولى منصبه     | ترك المنصب     | الوقت في منصبه    | حزب سياسي               | نائب الرئيس       |
| ---- | ------------- | ----------------------------- | -------------- | -------------- | ----------------- | ----------------------- | ----------------- |
| 1    |               | جوهان فيرير (1910–2010)       | 25 نوفمبر 1975 | 13 أغسطس 1980  | 4 سنوات و262 أيام | الحزب الوطني السورينامي | الموقف غير محدد   |
| 2    |               | هينك تشين أ سين (1934–1999)   | 15 أغسطس 1980  | 4 فبراير 1982  | 1 سنة و173 أيام   | PNR                     | الموقف غير محدد   |
| 3    |               | فريد رمدات مسير (1926–2004)   | 8 فبراير 1982  | 25 يناير 1988  | 5 سنوات و351 أيام | مستقل                   | الموقف غير محدد   |
| 4    |               | رامسيواك شنكار (مواليد 1937)  | 25 يناير 1988  | 24 ديسمبر 1990 | 2 سنوات و333 أيام | Progressive Reform      | هينك أرون         |
| 5    |               | يوهان كراج (1913–1996)        | 29 ديسمبر 1990 | 16 سبتمبر 1991 | 261 أيام          | الحزب الوطني السورينامي | جول ويجدنبوش      |
| 6    |               | رونالد فينيتيان (مواليد 1936) | 16 سبتمبر 1991 | 15 سبتمبر 1996 | 4 سنوات و365 أيام | الحزب الوطني السورينامي | جول أجوديا        |
| 7    |               | جول ويجدنبوش (مواليد 1942)    | 15 سبتمبر 1996 | 12 أغسطس 2000  | 3 سنوات و332 أيام | الحزب الوطني الديمقراطي | بريتتاب راداكيشون |
| (6)  |               | رونالد فينيتيان (مواليد 1936) | 12 أغسطس 2000  | 12 أغسطس 2010  | 10 سنوات          | الحزب الوطني السورينامي | جول أجوديا        |
| (6)  | رامدين ساردجو | رونالد فينيتيان (مواليد 1936) | 12 أغسطس 2000  | 12 أغسطس 2010  | 10 سنوات          | الحزب الوطني السورينامي |                   |
| 8    |               | ديسي بوترس (مواليد 1945)      | 12 أغسطس 2010  | 16 يوليو 2020  | 9 سنوات و339 أيام | الحزب الوطني الديمقراطي | روبرت أميرالي     |
| 8    | اشوين ادين    | ديسي بوترس (مواليد 1945)      | 12 أغسطس 2010  | 16 يوليو 2020  | 9 سنوات و339 أيام | الحزب الوطني الديمقراطي |                   |
| 9    |               | تشان سانتوخي (مواليد 1959)    | 16 يوليو 2020  | في المنصب      | 4 سنوات و330 أيام | Progressive Reform      | روني برونزويك     |

## روابط خارجية
- (بالهولندية) Kabinet van de President van de Republiek Suriname نسخة محفوظة 21 مايو 2018 على موقع واي باك مشين.
- (بالإنجليزية) Constitution of the Republic of Suriname, 1987